# Álvaro Valbuena
Álvaro Valbuena (Bucaramanga, Colombia, 3 de enero de 1941) es un pintor y fresquista colombiano.
Comenzó a pintar en 1960. Llega a España en 1971. En 1975 se establece en Francia, en París, donde vive y trabaja. En 1984 trabaja les artes plásticas en el Centro Frans Masserel, en Bélgica. En 1994 trabaja el fresco en Toscana, Italia.

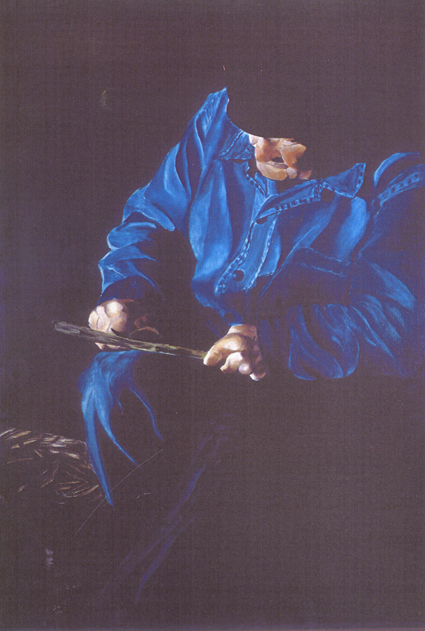
Tallador
(óleo sobre tela)
años 1980

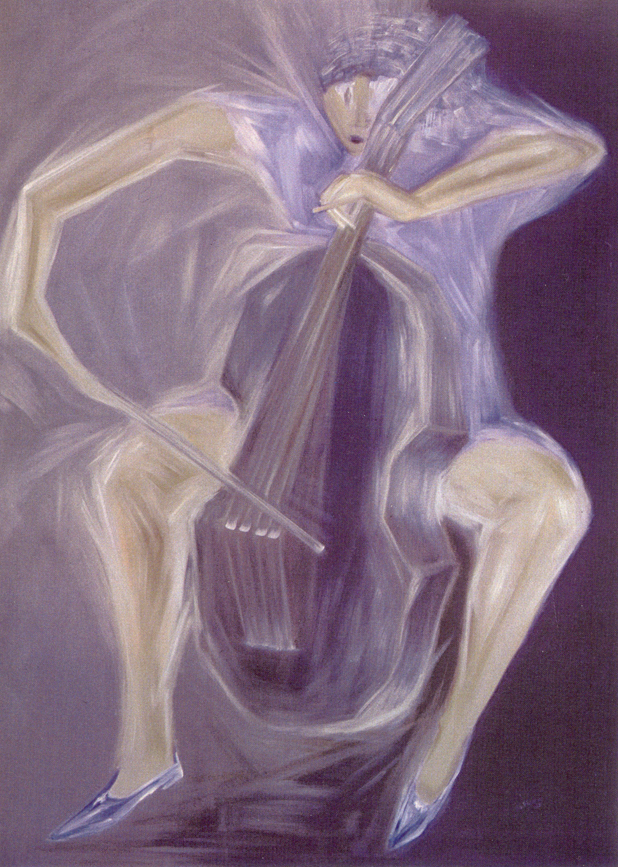
Contrabajo (óleo sobre tela) años 70.

## Exposiciones personales
| Año  | Exposición                                  | Ubicación                                 |
| ---- | ------------------------------------------- | ----------------------------------------- |
| 1960 | Galería de Arte Philidor                    | Bogotá, Colombia                          |
| 1980 | Galería de Arte de la Alianza Francesa      | Cali, Colombia                            |
| 1981 | Gobernación del Valle                       | Cali, Colombia                            |
| 1982 | Galería de la Licorne                       | Montgolfière, París                       |
| 1983 | Galería de Neuilly                          | Neuilly-sur-Seine, Francia                |
| 1984 | Castillo de Entrecasteaux                   | Francia                                   |
| 1986 | Galerie Temps Utile                         | Chartres, Francia                         |
| 1987 | Galería Fundación Banco del Estado          | Popayán, Colombia                         |
| 1987 | Galería de Arte Coltejer                    | Medellín, Colombia                        |
| 1988 | Galería Salón Ricard                        | París                                     |
| 1992 | Galería Euro-andina                         | París                                     |
| 1993 | Galería Auditorio "Alejandro Galvis Galvis" | Bucaramanga, Colombia                     |
| 1994 | Galería " Henri de Toulouse-Lautrec "       | Espacio Cultural Cevennes, París          |
| 1997 | Galería Fundación Banco del Estado          | Popayán, Colombia                         |
| 2000 | Gobernación de Aubergenville                | Francia                                   |
| 2002 | Taller de Arte “La Luciola 39”              | Francia                                   |
| 2004 | Galería Argentina                           | Embajada de la República Argentina, París |
| 2009 | Consulado General de Colombia               | París                                     |
| 2009 | Galería Taylor                              | París                                     |

## Principales exposiciones colectivas
| Año  | Exposición                                                                                   | Ubicación                                                                                           |
| ---- | -------------------------------------------------------------------------------------------- | --------------------------------------------------------------------------------------------------- |
| 1980 | Galería French-Wolfson                                                                       | Miami, U.S.A                                                                                        |
| 1981 | Galería Las Navas "Amigos de Bellas Artes"                                                   | Cali, Colombia.                                                                                     |
| 1981 | Galería Artimaña                                                                             | Cali, Colombia                                                                                      |
| 1981 | Bienal de Arte                                                                               | Valparaíso, Chile                                                                                   |
| 1981 | Museo de Bellas Artes                                                                        | Quimper, Francia                                                                                    |
| 1981 | "Encuentro con el Paisaje Vallecaucano"                                                      | Cali, Colombia                                                                                      |
| 1982 | Galería Windsor "Homenaje a Wilfredo Lam"                                                    | Toulouse, Francia                                                                                   |
| 1982 | Museo del Grand Palais "La América Latina"                                                   | París                                                                                               |
| 1982 | Espacio Aulnat                                                                               | Clermont-Ferrand, Francia                                                                           |
| 1982 | Museo de la América Latina, " 100 Artistas Latino-americanos "                               | Amiens y Compiegne, Francia                                                                         |
| 1982 | Bienal de Arte                                                                               | Valparaíso, Chile.                                                                                  |
| 1984 | Galería Le Soleil Bleu, "Homenaje a Tellez y Venegas"                                        | París                                                                                               |
| 1984 | Bienal de Arte                                                                               | La Habana, Cuba                                                                                     |
| 1984 | Bienal del Autorretrato                                                                      | México D.F.                                                                                         |
| 1984 | Centro Frans Masserel "Open-Deur-Dagen"                                                      | Kasterlee, Bélgica.                                                                                 |
| 1985 | Blackheath Gallery                                                                           | Londres, Inglaterra                                                                                 |
| 1985 | "Nuestra América", exposición itinerante                                                     | Lausana-Friburg-Neufchatel, Suiza                                                                   |
| 1985 | Galería la Esplanada "Norte-Sur"                                                             | La Defense, Francia.                                                                                |
| 1985 | Centro Frans Masserel "Open-Deur-Dagen"                                                      | Kasterlee, Bélgica.                                                                                 |
| 1985 | Encuentro pictórico internacional "Café de la Paix"                                          | París.                                                                                              |
| 1985 | V.V.F. "Le Normont"                                                                          | Dourdan, Francia.                                                                                   |
| 1985 | Bienal de Arte                                                                               | Valparaíso, Chile.                                                                                  |
| 1986 | Bienal de la Naturaleza Muerta                                                               | México D.F.                                                                                         |
| 1986 | Hotel Drouot, subasta; encargado: Henri Gros, subastador, París.                             | |
| 1986 | "1º Forum de Artes Plásticas en Ile-de-France"                                               | ciudades de Les Ulis y Clichy, Francia                                                              |
| 1986 | 2.ª Bienal de Arte                                                                           | La Habana, Cuba                                                                                     |
| 1986 | Bienal Internacional de Arte                                                                 | Nogent-sur-Seine, Francia                                                                           |
| 1987 | Centro Frans Masserel "Open-Deur-Dagen"                                                      | Kasterlee, Bélgica.                                                                                 |
| 1987 | Salón 87 Colombo-americano                                                                   | Cali, Colombia.                                                                                     |
| 1988 | "El Arte en la Escuela"                                                                      | Escuelas Houdon, d’Ocagne, Chomel, Romainville y Liceo Rodin, París.                                |
| 1988 | Museo de La América Latina, "Tradiciones y Mitos"                                            | Monte-Carlo, Mónaco.                                                                                |
| 1988 | "Obras en Papel"                                                                             | Municipalidad de Brive, Brive-la-Gaillarde, Francia.                                                |
| 1989 | "Los Paisajes en el Arte Contemporáneo"                                                      | Escuela Nacional Superior de Bellas Artes, París.                                                   |
| 1989 | Galería La Greca                                                                             | Barcelona, España                                                                                   |
| 1989 | Galería de Bellecourt "El Dibujo, el Pastel, la Acuarela"                                    | Lyon, Francia                                                                                       |
| 1990 | Hotel Drouot, subasta; encargado: Pierre Marie Rogeon, subastador, París.                    | Hotel Drouot, subasta; encargado: Pierre Marie Rogeon, subastador, París.                           |
| 1990 | Hotel Drouot, subasta; encargado, Robert Chochon, subastador, París                          | |
| 1991 | "La Mujer En Fin"                                                                            | Museo des Jacobins, Tolosa, Francia y Museo del Luxemburgo, París                                   |
| 1993 | Galería de Nesle                                                                             | París                                                                                               |
| 1994 | Museo municipal de Avelines                                                                  | Saint-Cloud, Francia                                                                                |
| 1995 | Espacio Vasareli, Estación Montparnasse                                                      | París                                                                                               |
| 1996 | "El Arte en la Escuela"                                                                      | Escuelas Rapp, Cepré, Rousseau, Colegio Pyrenées, París                                             |
| 1997 | Convento de los Cordeliers, "Amor de los Niños"                                              | París                                                                                               |
| 1999 | "Cita con Artistas"                                                                          | Escuela de aplicación Michel Ange, Escuelas Boulainvilliers, Richard Lenoir, Buffon, Coppée, París. |
| 2000 | Espacio Belleville, "Obras sobre Papel, Variaciones"                                         | París                                                                                               |
| 2000 | UNESCO "Artistas Colombianos en París"                                                       | |
| 2001 | Galería Art-Temoin, "Identidades"                                                            | París                                                                                               |
| 2001 | Feria Internacional de Arte                                                                  | Beirut, Líbano                                                                                      |
| 2004 | Salón de Artistas Franceses (representando a Colombia)                                       | Vincennes                                                                                           |
| 2004 | Segunda Bienal Internacional del Dibujo                                                      | Museo Bohemia, Pilsen, República Checa                                                              |
| 2006 | Galería Argentina                                                                            | Embajada de la República Argentina, Paris                                                           |
| 2007 | 24avo Salón de los Artistas Pintores y Escultores del XVème, Municipalidad del XVème, Paris. | |
| 2008 | Artistas del XVème, calle Saint-Charles, Paris.                                              | |
| 2008 | 25avo salón del Artista Pintores y Escultores del XVéme, Municipalidad del XVème, Paris      | |

## Premios y distinciones
- 1980 Mención de Honor "Salón Colombo-americano" (Dibujo al carboncillo), Cali, Colombia.
- 1985 Gran Premio Internacional de la Bienal de Arte "Karu-Tiwanacota" (Pintura al óleo), La Paz, Bolivia.
- 1986 Segundo Premio Internacional, Medalla de Plata, Salón de Primavera (Dibujo), Clichy-la-Garenne, France.
  - El Estado francés compra una obra.
  - Gran Premio Internacional, Medalla de Oro con Mención Especial de la Academia Internacional de Lutece (Pintura al óleo), París.
- 1989 Mención de Honor "Fundación Príncipe Pierre de Mónaco" (Dibujo al pastel), Monte-Carlo.
- 1994 Adquisición de una obra para la Basílica-Santuario Santa Margherita, Cortona, Italia.
- 1995 Gran Premio Internacional Rotary Club (Dibujo), Saint-Cloud, Francia.